# Shepherd Moons
Shepherd Moons (englisch für: „Hirtenmonde“) ist das dritte Studioalbum der irischen Sängerin Enya. Es erschien am 31. Oktober 1991 durch das Musiklabel WEA Records und verkaufte sich weltweit über 13 Millionen Mal.

## Titelliste
| #   | Titel                        | Länge |
| --- | ---------------------------- | ----- |
| 1.  | Shepherd Moons               | 3:42  |
| 2.  | Caribbean Blue               | 3:58  |
| 3.  | How Can I Keep from Singing? | 4:23  |
| 4.  | Ebudæ                        | 1:54  |
| 5.  | Angeles                      | 3:57  |
| 6.  | No Holly for Miss Quinn      | 2:40  |
| 7.  | Book of Days                 | 2:32  |
| 8.  | Evacuee                      | 3:50  |
| 9.  | Lothlórien                   | 2:08  |
| 10. | Marble Halls                 | 3:53  |
| 11. | Afer Ventus                  | 4:05  |
| 12. | Smaointe...                  | 6:07  |

## Kommerzieller Erfolg

### Chartplatzierungen
| ChartsChartplatzierungen       | Höchstplatzierung | Wochen |
| ------------------------------ | ----------------- | ------ |
| Deutschland (GfK)              | 21 (21 Wo.)       | 21     |
| Österreich (Ö3)                | 31 (12 Wo.)       | 12     |
| Schweiz (IFPI)                 | 13 (14 Wo.)       | 14     |
| Vereinigte Staaten (Billboard) | 17 (238 Wo.)      | 238    |
| Vereinigtes Königreich (OCC)   | 1 (110 Wo.)       | 110    |

| ChartsJahrescharts (1991)    | Platzierung |
| ---------------------------- | ----------- |
| Vereinigtes Königreich (OCC) | 20          |

| ChartsJahrescharts (1992)      | Platzierung |
| ------------------------------ | ----------- |
| Deutschland (GfK)              | 89          |
| Vereinigte Staaten (Billboard) | 28          |
| Vereinigtes Königreich (OCC)   | 41          |

| ChartsJahrescharts (1993)      | Platzierung |
| ------------------------------ | ----------- |
| Vereinigte Staaten (Billboard) | 75          |

| ChartsJahrescharts (1994)    | Platzierung |
| ---------------------------- | ----------- |
| Vereinigtes Königreich (OCC) | 99          |

| ChartsJahrescharts (1995)      | Platzierung |
| ------------------------------ | ----------- |
| Vereinigte Staaten (Billboard) | 189         |

### Auszeichnungen für Musikverkäufe
Shepherd Moons wurde weltweit mit vier Goldenen- und 33 Platin-Schallplatten für über 8,4 Millionen verkaufte Einheiten ausgezeichnet. Quellen zufolge soll sich das Album über 13 Millionen Mal verkauft haben.
| Land/Region                  | Auszeichnungen für Musikverkäufe (Land/Region, Auszeichnung, Verkäufe) | Verkäufe    |
| ---------------------------- | ---------------------------------------------------------------------- | ----------- |
| Argentinien (CAPIF)          | 2× Platin                                                              | 120.000     |
| Australien (ARIA)            | 3× Platin                                                              | 210.000     |
| Belgien (BRMA)               | 2× Platin                                                              | 100.000     |
| Brasilien (PMB)              | Platin                                                                 | 250.000     |
| Deutschland (BVMI)           | Gold                                                                   | 250.000     |
| Europa (IFPI)                | Platin                                                                 | (1.000.000) |
| Frankreich (SNEP)            | Gold                                                                   | 100.000     |
| Irland (IRMA)                | Platin                                                                 | 15.000      |
| Japan (RIAJ)                 | Gold                                                                   | 100.000     |
| Kanada (MC)                  | 3× Platin                                                              | 300.000     |
| Neuseeland (RMNZ)            | 4× Platin                                                              | 60.000      |
| Niederlande (NVPI)           | 2× Platin                                                              | 200.000     |
| Schweiz (IFPI)               | Gold                                                                   | 25.000      |
| Spanien (Promusicae)         | 5× Platin                                                              | 500.000     |
| Vereinigte Staaten (RIAA)    | 5× Platin                                                              | 5.000.000   |
| Vereinigtes Königreich (BPI) | 4× Platin                                                              | 1.200.000   |
| Insgesamt                    | 4× Gold · 33× Platin ·                                                 | 8.430.000   |

Hauptartikel: Enya/Auszeichnungen für Musikverkäufe